# Tatuapé (bairro)
Tatuapé é um bairro nobre pertencente ao distrito homônimo situado na zona leste do município de São Paulo, administrado pela Subprefeitura da Mooca. Possui duas estações de metrô, a Estação Tatuapé da Linha 3–Vermelha, e de trem, operando nas linhas 11–Coral e 12–Safira; e a Estação Carrão, também da Linha 3–Vermelha. Concentra dois centros comerciais ao redor da estação, o Shopping Metrô Tatuapé, de 1997, e o Shopping Boulevard, inaugurado dez anos depois.

## História

### Topônimo
O nome do bairro é de origem tupi e significa "caminho dos tatus", através da junção de tatu (tatu) e apé (caminho).
O bairro é um exemplo fascinante de como história e modernidade se entrelaçam para formar uma região vibrante e desejada. Sua trajetória começa em 1560, com Brás Cubas, fundador de Santos, que liderou uma expedição em busca de ouro. Ele subiu a Serra do Mar com seu amigo Luís Martins e um grande número de criados. Ao chegar ao planalto, encontraram o ribeirão Tatu-apé, que em tupi significa "caminho do tatu". Fascinados pelo local, seguiram seu curso até a foz, onde se depararam com o Rio Grande, atualmente conhecido como Tietê, e decidiram se estabelecer ali. Nessa região, instalaram um rancho, um curral e várias casas, aproveitando a fertilidade do solo para desenvolver criações de gado, porcos e culturas como cana e uva. A qualidade do vinho produzido na área tornou-se notória.
No entanto, a tranquilidade inicial foi interrompida pela invasão francesa no Rio de Janeiro, o que obrigou Brás Cubas a deixar suas propriedades para Rodrigo Álvares, e depois para o filho deste. A ocupação efetiva da região ocorreu no século XVII, quando os herdeiros dos antigos proprietários venderam grandes áreas ao Padre Mateus Nunes de Siqueira. Ele ergueu uma casa na várzea do Rio Tietê, conhecida hoje como Casa do Tatuapé. Em 1765, o local já era identificado como bairro Tatuapé-Aricanduva, precursor da região atual.
No final do século XIX, o Tatuapé começou a atrair imigrantes, principalmente portugueses, italianos e espanhóis, que iniciaram a instalação de chácaras e olarias. As olarias se formaram às margens do Rio Tietê, onde as várzeas ricas em argila permitiram a exploração de areia em grande escala. Aproximadamente 15 olarias existiram, e os tijolos e telhas fabricados no Tatuapé ajudaram a construir a cidade de São Paulo. A instalação das chácaras, com proprietários ricos e dimensões gigantescas, era responsável pela produção de uma grande variedade de produtos, incluindo frutas como pêssegos, peras, caqui e uvas. A família Marengo desempenhou um papel essencial na introdução das uvas tipo niágara no Brasil, e suas contribuições são lembradas em logradouros do bairro, como as ruas Francisco Marengo e Emília Marengo.
O século XX trouxe novas mudanças. Com a construção da Estrada de Ferro do Norte em 1875, ligando São Paulo ao Rio de Janeiro, e a inauguração do ramal da Penha em 1886, o bairro começou a se transformar. As tradicionais olarias deram lugar às indústrias têxteis, como a Tecidos Tatuapé, do Grupo Santista. Além de novas oportunidades de trabalho, o bairro recebeu novas formas de diversão, com a chegada dos primeiros cinemas nas décadas de 20 e 30, incluindo o São Luís e o Saturnio. Curiosamente, os homens só podiam entrar nos cinemas se estivessem vestidos a rigor, com terno e gravata.
Devido a forte tradição industrial, possuindo, em seus limites, a sede de algumas das maiores indústrias brasileiras, como a Itautec, a Souza Cruz e o Grupo Vicunha, além de outras indústrias de menor porte. Embora algumas fábricas tenham sido desativadas, essas indústrias continuam tendo escritórios ou alguns departamentos localizados na região.
O bairro teve pouca ocupação residencial, em geral formada por famílias de baixa renda que atuavam como operários nessas indústrias. Aos poucos, porém, alguns dos antigos galpões foram sendo desativados para dar lugar a grandes condomínios residenciais de médio e ato padrão, seguindo a tendência de outros bairros do distrito homônimo, como a Vila Zilda, Vila Luzitana e a região de Altos do Tatuapé.
No bairro, também está localizada a Casa do Tatuapé, na Rua Guabiju: um museu com acervo de objetos usados ao longo da história da cidade. A construção é remanescente do período dos bandeirantes. Foi construída em taipa de pilão e é tombada pelo Conselho de Defesa do Patrimônio Histórico.

## Atualidade
Atualmente, o Tatuapé passa por uma mudança drástica. Antes uma região de classes média e baixa, agora abriga moradores de classe alta e empreendimentos imobiliários de alto padrão. A região abriga dois dos maiores edifícios de São Paulo, o Platina 220 (172 metros de altura) e o Figueira Altos do Tatuapé (168), 1.º e 3.º, respectivamente, sendo este último o residencial mais alto da cidade.
Geograficamente, o Tatuapé faz divisa com os bairros do Vila Carrão, Vila Formosa, Belém e Jardim Anália Franco. Sua localização estratégica proporciona fácil acesso a importantes vias de transporte, como as avenidas Radial Leste e Salim Farah Maluf, e às estações de metrô Carrão e Tatuapé, facilitando a mobilidade e contribuindo para a valorização imobiliária. A topografia é predominantemente plana, facilitando a construção de edifícios e a expansão urbana, além de proporcionar uma infraestrutura viária eficiente.
Hidrograficamente, o bairro é atravessado pelo Rio Tietê. Apesar da poluição, esforços de despoluição têm sido realizados, oferecendo potencial para o desenvolvimento de áreas de lazer e turismo. O Tatuapé possui uma infraestrutura completa, com uma ampla variedade de serviços e comércios, incluindo supermercados, shoppings, escolas, hospitais, restaurantes e centros de lazer. A arquitetura é marcada por uma mistura de estilos, desde construções antigas até edifícios modernos, contribuindo para a identidade visual do bairro.
O comércio é diversificado, com uma grande quantidade de lojas e dois grandes shoppings. A cultura é rica e diversificada, com teatros, cinemas e centros culturais que promovem eventos ao longo do ano. O bairro é conhecido por festas tradicionais, como a Festa de Nossa Senhora do Bom Parto.
Embora urbanizado, o Tatuapé possui diversas áreas verdes, como o Parque do Piqueri, que oferece amplas áreas gramadas e pistas de caminhada. A educação é bem representada por uma ampla oferta de instituições de ensino, desde escolas de educação infantil até faculdades. A segurança é garantida por uma boa infraestrutura, com delegacia de polícia e segurança privada em diversos estabelecimentos. Devido às suas características geográficas e urbanísticas favoráveis, o Tatuapé é um bairro valorizado no mercado imobiliário.
O bairro propriamente dito do Tatuapé é delimitado pelo quadrilátero formado pelas ruas: Rua Antonio de Barros, Avenida Salim Farah Maluf, Rua Emilia Marengo e Marginal Tietê. Ocupa o extremo norte do distrito do Tatuapé, sendo administrado pela Subprefeitura da Mooca.